# Демографска транзиција
У демографији, термин демографска транзиција се користи да опише прелаз са високих стопа наталитета и стопа морталитета на ниске стопе, који се дешава као последица економског развоја држава са прединдустријске на индустријску економију. Обично се описује кроз модел „Демографске транзиције“ који описује популационе промене током времена. Настао је на запажањима започетим 1929. од стране америчког демографа Ворена Томпсона (Warren Thompson) који је посматрао промене, или прелаз стопа наталитета и морталитета у индустријализованим друштвима у протеклих 200 година или више. Већина развијених земаља је већ у фази 4 овог модела, док је већина земаља у развоју у фази 2 или фази 3, али више нема држава које су у фази 1.

## Основи Модела демографске транзиције
Транзиција подразумева 4 фазе (по некима их има 5).
- У фази 1, код прединдустријских друштава, и стопе наталитета и стопе морталитета су високе и брзо осцилирају зависно од природних фактора, као што су суша и болести, што све ствара релативно стабилну и младу популацију.
- У фази 2, код земаља у развоју стопе морталитета опадају брзо захваљујући бољој исхрани и санитетској заштити, што је проузроковало повећање очекиваног трајања живота и смањило обољевања. Ове промене се догађају обично због проналазака у фармакологији, напретка технологије, основне здравствене заштите и образовања. Без упоредног пада и стопа наталитета проузрокује се дебаланс, који у земљама у овој фази проузрокује велики пораст популације.
- У фази 3 стопа наталитета опада захваљујући коришћењу контрацепције, порасту плата, урбанизацији, редукцији нетржишне пољопривреде, порасту статуса и образовања жена, и осталих друштвених промена. Популациони раст почиње тада да се смањује.
- Током фазе 4 и стопе наталитета и стопе морталитета су ниске. Стопе наталитета чак могу опасти и испод нивоа за просту замену становништва као што се десило у Италији, Шпанији и Јапану, што доводи до депопулације, што је претња за многе индустријске гране које послују на основу популационог раста. Стопе морталитета могу остати константно ниске или чак мало порасти због пораста обољења узрокованих ниским нивоом вежбања и великом гојазношћу као и старењем становништва у развијеним земљама.

Ово је идеализована, сложена слика популационих промена у овим земљама. Модел је уопштавање који може да се примени на ове земље као групу, али не може да адекватно опише појединачне случајеве. То је опсег у оквиру којег ће данас неразвијене земље пролазити. Многе земље као што су Источноазијски тигрови, Кина, Бразил и Индија су прошли кроз Модел демографске транзиције веома брзо захваљујући брзим социо-економским променама. Неке земље, посебно афричке државе, немају устаљени ток демографске транзиције због утицаја стагнантног економског развоја и утицаја СИДЕ.

## Фаза 2
Ова фаза доводи до раста популације и драстичног пада стопа морталитета. Промене које су довеле до ове фазе у Европи је пре свега била Аграрна револуција у 18. веку. Земље које су данас у овој фази су Нигерија, Кенија и Бангладеш. Пад стопе морталитета је условљен пре свега утицајем 2 врсте фактора:
- Прво, побољшањем исхране која је последица већих приноса у пољопривредној производњи, и која је смањила смртност од глади. Ова побољшања у пољопривредној производњи укључују ротацију култура, селекцију и нове технологије у семенарству. У Енглеској, веће богатство је омогућило људима де раде на својим фармама мање и да се раније жене, што је допринело индустријском развоју и истовремено незнатно повећало стопу наталитета. Други фактор у вези хране је био увођење кромпира и кукуруза са америчког континента. Ове нове културе су прихваћене у исхрани Европљана, посебно у Северној Европи. Ове врсте су имале другачији вегетациони период па нису као већина дотадашњих врста лоше рађала када су биле неповољне године, тако да је становништво имало увек један сигуран извор хране. Данас у земљама у развоју, промене су настале на основу повећања пољопривредних приноса на основу високопродуктивних врста и осталих побољшања у фармерској техници типичних за Зелену револуцију. Растуће знање о базичној исхрани и коришћење протеина, витамина и минерала у разноврсној исхрани је такође поправило здравље у земљама са потхрањеним становништвом.
- Друго, значајни напреци направљени у јавном здрављу који су редуковали морталитет, посебно код одојчади и мале деце. Заправо то и нису сами медицински препарати, колико побољшања у водоснабдевању, увођењу канализације, лична хигијена која је последица растућег знања о узроцима појединих болести. Заправо, вероватно најважнији фактор је растућа писменост жена повезана са јавним здрављем и едукационим програмима у касном 19. веку и раном 20. века. У земљама у развоју приступ контрацепцији да би се спречила СИДА, вакцинација, и присуство антибиотика су такође значајни фактори.

Последица пада морталитета у фази 2 је огроман раст становништва или популациона експлозија јер је велика разлика између стопа смртности и рађања. Мора се приметити да овај раст није последица великих стопа наталитета већ пада смртности. Ове промене су се десиле у Северозападној Европи током 19. века захваљујући "Индустријској револуцији. Током друге половине 20. века мање развијене земље су ушле у фазу 2, што је проузроковало распрострањену популациону експлозију због које су данас забринути демографи.
Друга карактеристика фазе 2 демографске транзиције ја промена старосне структуре. У фази 1 већина смртних случајева је концентрисана у првом петогодишту и до десете године старости. Међутим, више него на шта друго пад стопе морталитета у фази 2 се односи највише на прва петогодишта, то јест код деце. Према томе, старосна структура почиње да постаје све млађа и млађа. Тај тренд се појачава како што већи број те деце буде улазио у репродуктивни период живота, тако ће расти и стопа фертилитета и биће већа него у претходној генерацији. Оваква старосна структура је илустрована коришћењем примера из данашњег Трећег Света.

## Фаза 3
Фаза 3 води становништво ка стабилности кроз пад стопе наталитета. Уопште, пад стопе наталитета је у развијеним земљама почео крајем 19. века у Северној Европи и наставио да опада током наредних деценија. Многе земље су тренутно у овој фази укључујући Индију, Мексико и Бразил. Постоји пар фактора који доприносе овом евентуалном паду, мада неке од њих нису потврђене:
- У руралним пределима је почела да опада стопа морталитета у детињству, па родитељи увиђају да немају потребу за великим бројем деце да би осигурали комфоран живот у старости. Како је стопа смртности деце наставила да опада, а приходи су се повећали тако да родитељи могу да буду сигурни да ће им пар деце бити довољан да помогне у породичном бизнису и нези у старости, а довољан је и да задовољи и емоционалну потребу за децом.
- Растућа урбанизација мења традиционалне вредности у вези фертилитета и вредности деце који су постојали у руралним друштвима. Деца се све више образују и опада дечји рад. Делом због образовања и планирања породице, људи почињу да рационалније процењују колико им је деце заиста потребно. Стари, традиционални начин мишљења је напуштен и пад се вероватно убрзао. Људи у урбаним срединама често постају више материјалистички настројени и теже бољем квалитету живота а мање великој породици, јача индивидуализам, потрошачки менталитет и хедонизам.

- Растућа писменост женског становништва и запослености су побољшали статус жена. Вредност жена се мора посматрати одвојено од трудноће и материнства. У наставку, како су се жене укључиле у радну снагу оне су свој живот поделиле између породице, и посла у којем су са другим женама настојале да изађу из изолације. Унутар породице жене постају јако утицајне у одлучивању о трудноћи.
- Побољшања у контрацептивној технологији је сада главни фактор, али контрацептивна средства нису била доступна у 19. веку тако да нису допринели паду становништва у Европи. Пад фертилитета се дугује како променама у вредности деце, тако и доступности контрацептивних средстава и знања како се користе. Данас постоји блиска повезаност између фертилитета и употребе контрацепције, јер то вероватно значи да оне породице које су решиле да ограниче величину породице помоћу контрацепције знају да је то најлакши и најефикаснији начин за то. У неким земљама рађање не опада уопште или само мало због традиционалних религијских веровања које инхибирају употребу контрацепције (у католичким земљама и неким муслиманским).

Резултат промена у старосној структури укључује брзо старење становништва, јасно смањење броја младих, и смањење коефицијента старосне зависности младих. Структура становништва је све мање троугаона (прогресивно становништво) и све више има облик развученог балона (регресивни тип становништва).

## Фаза 5?
Оригинални Модел демографске транзиције има само 4 фазе, али је сада широко распрострањено прихватање фазе 5 да би се описао демографски развој земаља као што су Немачка, Шведска и Италија чије су популације испод нивоа за просту замену. То значи да постоји пад становништва условљен природним факторима јер је стопа наталитета опала испод стопе морталитета.